# Moissac
Moissac – miejscowość i gmina we Francji, w regionie Oksytania, w departamencie Tarn i Garonna. W 2013 roku jej populacja wynosiła 12 980 mieszkańców. Przez gminę przepływa rzeka Tarn. 

## Współpraca
- Astorga, Hiszpania